# Бойчак Михайло Петрович
Миха́йло Петро́вич Бойча́к (* 2 липня 1950) — радянський і український військовий лікар-терапевт, керівник Головного військового клінічного госпіталю Міністерства оборони України з 1996 по 2012 рік. Генерал-майор медичної служби, Заслужений лікар України (1995), доктор медичних наук (2004).

## Біографія
Михайло Петрович Бойчак народився 2 липня 1950 року в селі Косогірка Ярмолинецького району Хмельницької області у родині сільського вчителя. Середню освіту отримав у восьмилітній Косогірській і Ярмолецькій середній школі № 1.
Навчався в Чернівецькому медичному інституті, після четвертого курсу перевівся на військово-медичний факультет при Саратовському медичному інституті. Пізніше навчатиметься і на факультеті підготовки керівного складу Військово-медичної академії в Санкт-Петербурзі.
Службу розпочав 1974 року в Центральній групі військ (Чехословаччина). Проходив службу у багатьох військових округах СРСР. Зокрема, був на керівних медичних посадах у Забайкальському військовому окрузі.
1991 року з посади головного терапевта Забайкальського військового округу призначено провідним терапевтом 408-го Окружного військового госпіталю Київського військового округу.
Від 1996 року начальник Головного військового клінічного госпіталю Міністерства оборони України.
23 серпня 1998 Михайлу Бойчаку присвоєно чергове військове звання генерал-майор медичної служби.
2004 року в Національному медичному університеті імені Олександра Богомольця захистив докторську дисертацію «Початкова серцева недостатність при гострих та хронічних захворюваннях міокарда: механізми формування порушень внутрішньосерцевої гемодинаміки, об'єктивізація діагностики та прогнозування перебігу» .
У серпні 2012 року генерал-майор Бойчак вийшов у відставку. Посаду начальника Головного військового клінічного госпіталю у нього прийняв полковник медичної служби Казмірчук Анатолій Петрович.
Автор понад 250 друковах праць у галузі кардіології, пульмонології, внутрішніх хвороб, організації охорони здоров'я, історії медицини. Також є автором великої праці з історії Київського військового госпіталю у 6-ти томах.

## Нагороди
За вагомий особистий внесок у розвиток охорони здоров'я, впровадження сучасних методів діагностики і лікування, високий професіоналізм, відзначений:
- орденом «За заслуги» III ступеня (2002)[4].
- орденом Богдана Хмельницького III ступеня (2008)[5]